# Sidrolândia (ort)
Sidrolândia är en ort i Brasilien.   Den ligger i kommunen Sidrolândia och delstaten Mato Grosso do Sul, i den södra delen av landet, 900 km sydväst om huvudstaden Brasília. Sidrolândia ligger 491 meter över havet och antalet invånare är 16 878.
Terrängen runt Sidrolândia är platt söderut, men norrut är den kuperad. Det finns inga andra samhällen i närheten.
Omgivningarna runt Sidrolândia är huvudsakligen savann. Runt Sidrolândia är det mycket glesbefolkat, med 7 invånare per kvadratkilometer.